# Teresa Sułowska-Bojarska

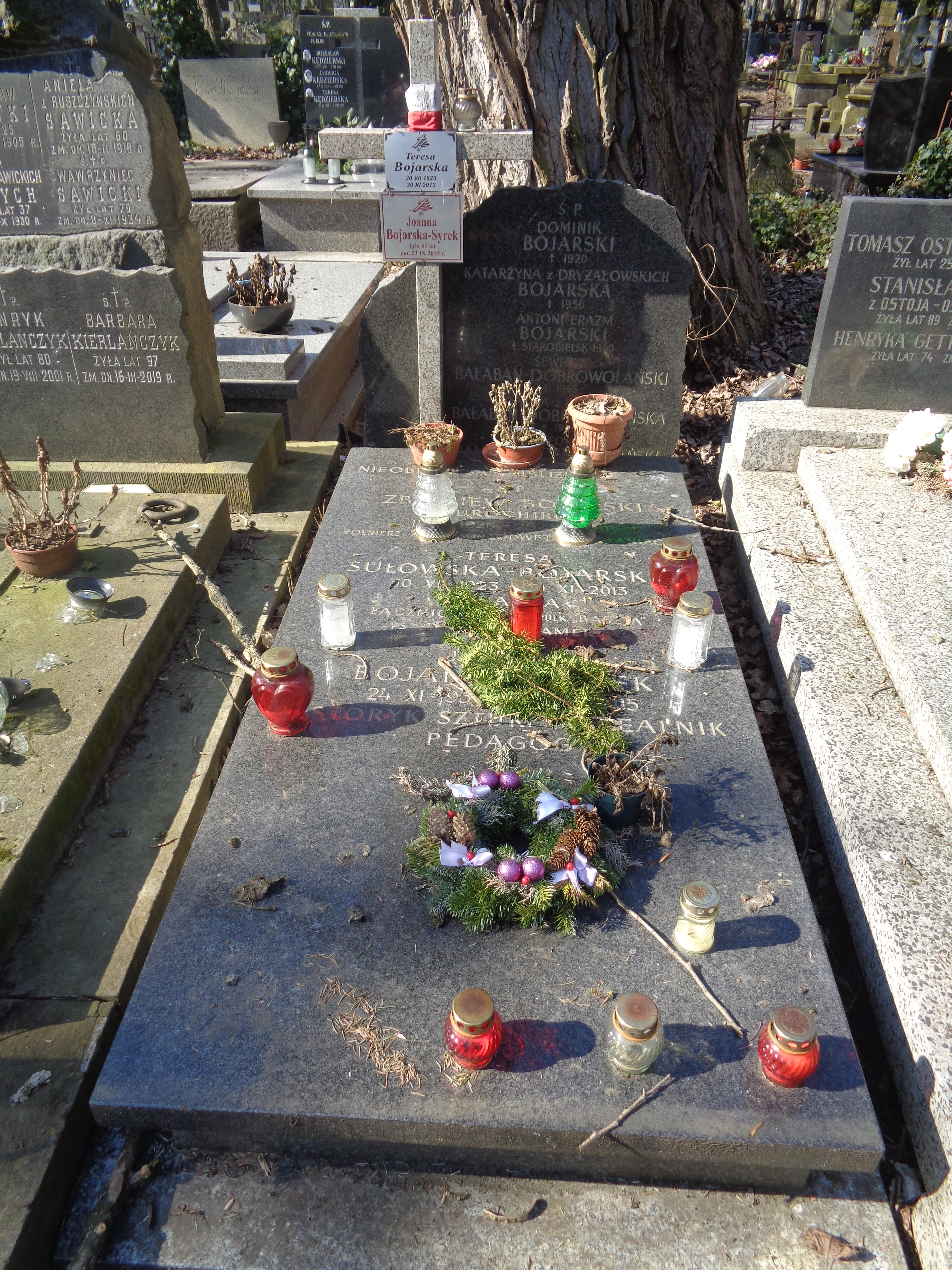
Nagrobek Teresy Sułowskiej-Bojarskiej na cmentarzu Powązkowskim

Teresa Jadwiga Sułowska-Bojarska pseudonim „Dzidzia”, „Klamerka” (ur. 30 czerwca albo 30 lipca 1923 w Zalesiu, zm. 30 listopada 2013) – polska pisarka, poetka i pedagog, działaczka podziemia niepodległościowego w czasie II wojny światowej, łączniczka AK, uczestniczka powstania warszawskiego.

## Życiorys
W marcu 1941 została zaprzysiężona w konspiracji, nosząc od tej pory pseudonim „Dzidzia”. Była szyfrantką w I Oddziale Komendy Głównej. Na okres powstania warszawskiego otrzymała przydział do Wojskowej Służby Ochrony Powstania w składzie Pułku „Baszta” na Mokotowie (w tym okresie posługiwała się pseudonimem „Klamerka”).
W 2012 Marek Widarski zrealizował film dokumentalny „Teresa Sułowska – Bojarska. Wygrane życie łączniczki”. Producentem filmu była Fundacja Filmowa Armii Krajowej.
Miała dwie córki, Joannę Bojarską-Syrek (muzealnik) i Annę (aktorkę).
Zmarła 30 listopada 2013. Pogrzeb odbył się 6 grudnia. Pochowana została na cmentarzu Powązkowskim (kwatera 276-1-27).

## Odznaczenia
- Krzyż Oficerski Orderu Odrodzenia Polski – 2006[7]

## Wybrane publikacje[8]
- Bogusław i Anna („Pax”, Warszawa, 1966)
- Byłam królewną (Wydawnictwo Morskie, Gdańsk, 1977)
- Cierniowa mitra (Księgarnia Św. Wojciecha, Poznań, 1987, ISBN 83-7015-071-3) wyd. 3
- Codzienność: sierpień-wrzesień 1944 (First Business College Prywatne Policealne Studium Handlowe, Warszawa, 1993, ISBN 83-85746-08-0)
- Czas samotności („Pax”, Warszawa, 1975) wyd. 2
- Czerwone gryfy („Pax”, Warszawa, 1973) wyd. 2
- Kontredans kujawski („Pax”, Warszawa, 1971)
- Na jednym płótnie („Pax”, Warszawa, 1974)
- Requiem dla ostatniego wikinga (Wydawnictwo Morskie, Gdańsk, 1974)
- Świeradową przesieką: o pierwszym polskim lekarzu (Stanley Enterprise: Wydawnictwo Wrocławskie, Wrocław 2001, ISBN 83-87662-17-8) razem z Gerwazym Świderskim
- Świtanie, przemijanie („Trio”, Warszawa, 1996, ISBN 83-85660-35-6)
- Ucho igielne: ks. August Czartoryski, salezjanin (1858-1893) (Akademia Teologii Katolickiej: staraniem Warszawskiej Inspektorii Salezjańskiej św. Stanisława Kostki, Warszawa 1983)
- W imię trzech krzyży: opowieść o Julii Urszuli Ledóchowskiej i jej zgromadzeniu („Pax”, Warszawa, 1989, ISBN 83-211-0285-9)
- Wskrzeszenie Łazarza („Pax”, Warszawa, 1979, ISBN 83-211-0072-4)